# Bombardamento di Umbertide

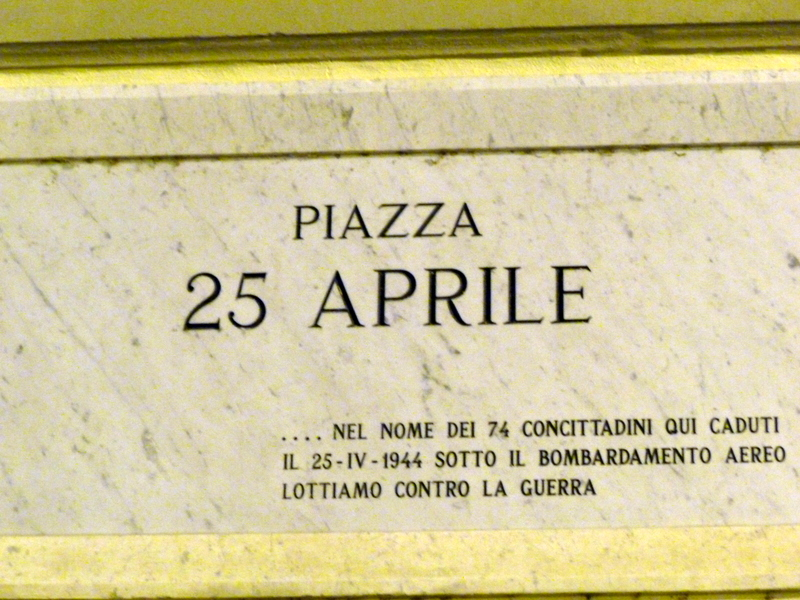
Targa commemorativa del bombardamento aereo di Umbertide

Il bombardamento a Umbertide il 25 aprile (provincia di Perugia) del  1944, è stato uno degli eventi più drammatici subiti dalla cittadina umbra.

## I Fatti
Alle ore 10:20, una squadriglia di caccia-bombardieri anglo-statunitensi puntò sulla cittadina di Umbertide; ogni aereo sganciò 2 bombe con l'obiettivo di colpire i ponti sopra il Tevere, ma il bersaglio fu mancato e le bombe investirono il centro storico e rasero al suolo il quartiere di San Giovanni (oggi Piazza XXV Aprile). 
Le vittime del bombardamento furono 74.
L'allarme non venne fatto suonare per espresso divieto del prefetto di Perugia.
Nel pomeriggio un secondo bombardamento distrusse una delle arcate del ponte sul Tevere.
Il centro di Umbertide fu ridotto ad un cumulo di macerie: oltre il 50% delle abitazioni venne raso al suolo, 900 furono gli sfollati.

## L'esodo
Iniziò da quel giorno l'esodo degli abitanti di Umbertide verso le campagne fino all'arrivo degli Alleati il 5 luglio 1944.